# Кара-Тургай
Кара-Тургай (на казахски: Қараторғай; на руски: Кара-Тургай) е река в Казахстан (Карагандинска област и Костанайска област), лява съставяща на Тургай. Дължина 284 km. Площ на водосборния басейн 15 500 km²..
Река Кара-Тургай се образува от сливането на реките Канъм (лява съставяща) и Шилик (дясна съставяща), водещи началото си от хребета Аргантъ, разположен в западната част на Казахската хълмиста земя, на 380 m н.в., на 16 km североизточно от село Коргасън в Карагандинска област. Тече предимно през хълмисти райони в крайната западна част на Казахската хълмиста земя. В горното течение долината ѝ е тясна (0,2 – 0,5 km) и доста дълбока, а в долното се разширява до 1 – 2 km и става плитка. На 5 km южно от районния център село Амангелдъ в Костанайска област, на 135 m н.в. се съединява с идващата отдясно река Жалдама и двете дават началото на река Тургай. Основни притоци: леви – Канъм, Бозай, Саръ-Тургай, Култава; десни – Шилик, Досен, Улкен-Сабасалдъ, Кайъндъ. Има предимно дъждовно и грунтово (подземно) подхранване. Среден годишен отток на 20 km от устието 1,93 m³/sec, като над 90% от годишния ѝ отток преминава през пролетта. Водите ѝ се използват за напояване и водоснабдяване с питейна вода на град Аркалък (на 75 km североизточно от нея) в Костанайска област. По течението ѝ са разположени около десетина малки села.